# Cinco Villas
Cinco Villas – comarca w Hiszpanii, w Aragonii, w prowincji Saragossa. Stolicą comarki jest Ejea de los Caballeros. Comarca ma powierzchnię 3062,5 km². Mieszka w niej 33 584 obywateli.
Nazwa comarki pochodzi od pięciu miast (hiszp. Cinco Villas): Tauste, Ejea de los Caballeros, Sádaba, Uncastillo i Sos del Rey Católico. Dawną stolicą okręgu było miasto Sos del Rey Católico. Cinco Villas graniczy na zachodzie z Nawarrą.

## Gminy
- Ardisa
- Asín
- Bagüés
- Biel
- Biota
- Castejón de Valdejasa
- Castiliscar
- Ejea de los Caballeros
- Erla
- El Frago
- Isuerre
- Layana
- Lobera de Onsella
- Longás
- Luesia
- Luna
- Marracos
- Navardún
- Orés
- Las Pedrosas
- Piedratajada
- Los Pintanos
- Puendeluna
- Sádaba
- Sierra de Luna
- Sos del Rey Católico
- Tauste
- Uncastillo
- Undués de Lerda
- Urriés
- Valpalmas